# Chamoux, Yonne
Chamoux là một xã của Pháp,tọa lạc ở tỉnh Yonne trong vùng Bourgogne.
Người dân ở đây trong tiếng Pháp gọi là Chamoutins.

## Hành chính
| Danh sách các thị trưởng               |                    |     |      |         |
| Giai đoạn                              | Giai đoạn          | Tên | Đảng | Tư cách |
| 1896                                   | Fildony Philippon  |     |      |         |
| 1909                                   | Albert Savard      |     |      |         |
| 1919                                   | Théophile Gabereau |     |      |         |
| 1946                                   | Marcel Cambuzat    |     |      |         |
| 1947                                   | Camille Gabereau   |     |      |         |
| 1977                                   | Paul Villion       |     |      |         |
| 1979                                   | Marcel Meugnon     |     |      |         |
| 1989                                   | Fernand Dethire    |     |      |         |
| Tất cả các dữ liệu trước đây không rõ. |                    |     |      |         |

## Biến động dân số
| Năm | 1962 | 1968 | 1975 | 1982 | 1990 | 1999 |
| --- | ---- | ---- | ---- | ---- | ---- | ---- |
| Dân số | 83   | 111  | 105  | 93   | 71   | 83   |
| From the year 1962 on: No double counting—residents of multiple communes (e.g. students and military personnel) are counted only once. |      |      |      |      |      |      |